# Acupuntura e fisioterapia

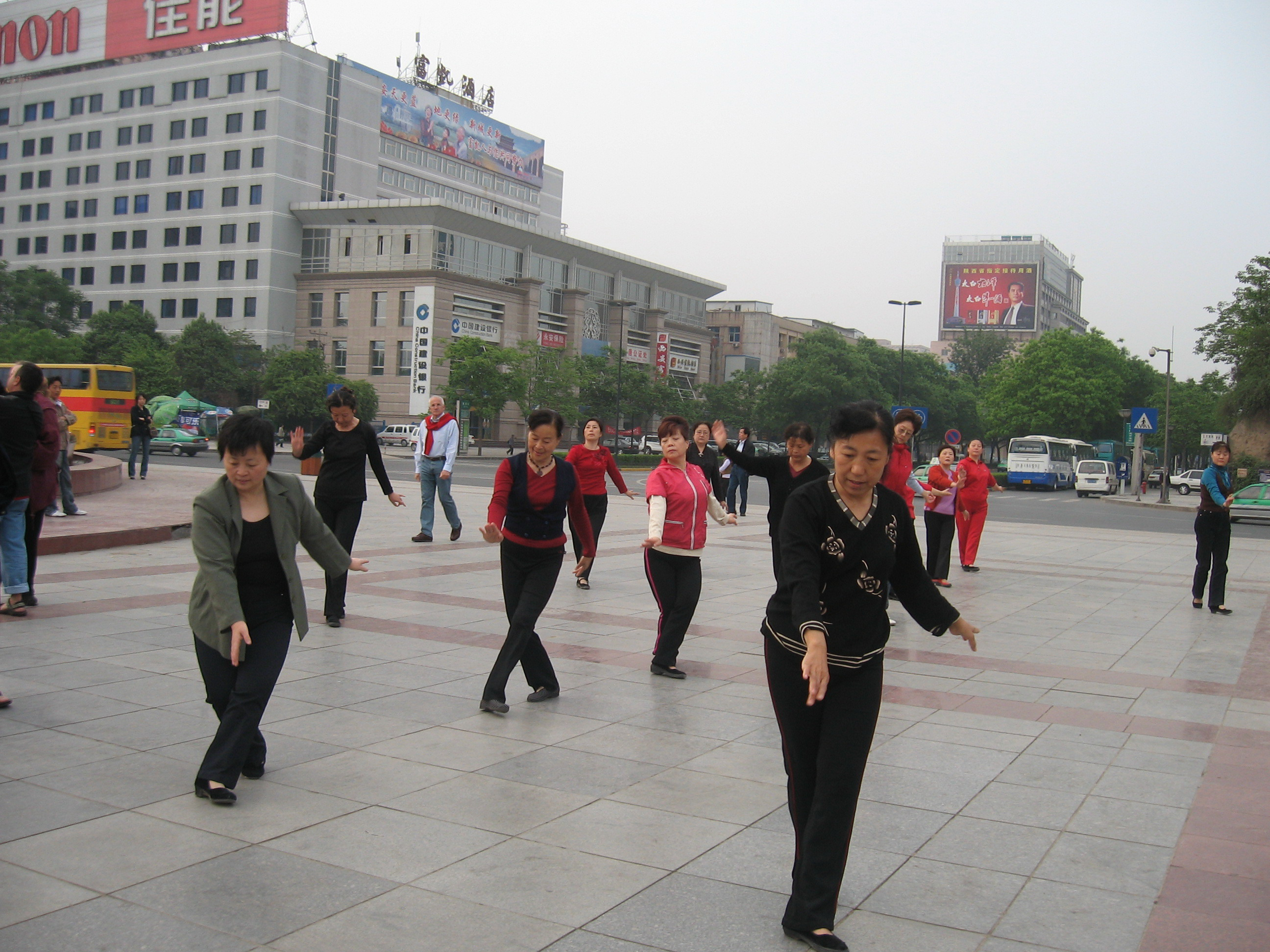
Exercícios de tai chi chuan realizados numa praça chinesa

Acupuntura e fisioterapia corresponde à aplicação da acupuntura aos problemas de saúde que são objeto da fisioterapia enquanto técnica e teorias específicas, e não apenas uma área de atuação profissional restrita aos especialistas desse saber. O termo Fisioterapia vem das palavras gregas: Physis, que significa "Natureza" e Therapeia, que quer dizer "Tratamento", pode ser definida em sentido amplo, a ciência que estuda o movimento humano e que utiliza recursos físicos no tratamento e cura. Diversas técnicas da medicina tradicional chinesa, onde se destaca a acupuntura, tem sido utilizadas por fisioterapeutas. Inclusive é uma prática reconhecida como especialização dessa profissão pelo COFITO (Conselho Federal de Fisioterapia e Terapias Ocupacionais) através da Resolução COFFITO N° 60, de 29 de outubro de 1985[ligação inativa].  Observe porém que nem só a acupuntura e seus princípios teóricos são utilizados por esses profissionais.
Fisioterapia num sentido literal etimológico como terapia com meios físicos. Em Portugal e no Brasil antigo dos séculos  XII ao XVIII os médicos eram chamados Físicos ou licenciados quando possuíam diploma ou licença estudando nas escolas médicas (Coimbra e Salamanca na Península Ibérica) distinguindo-se dos Doutores defendiam teses (Conclusões Magnas) e dos Cirurgiões-barbeiros. em inglês ainda persiste o termo “physician”.
No Brasil o Conselho Federal de Educação fixou as diretrizes dos cursos de Fisioterapia e Terapia Ocupacional, incluindo dentre as competências do fisioterapeuta a restauração da integridade de órgãos sistema funções desde a elaboração do diagnóstico cinético e funcional, eleição ee execução dos procedimentos fisioterapêuticos pertinentes cada situação, bem como realizar consultas, avaliações e reavaliações do paciente.

## Ciência e tradição chinesa
A tradição da antiga China inclui diversas modalidades terapêuticas com estímulos físicos. Entre estes registra obras de cinesioterapia, uma das principais modalidades terapêuticas da fisioterapia, há milhares de anos. No ano de 2698 a.C. o imperador chinês Hoong-Ti, o conhecido Imperador Amarelo, autor de um dos primeiros compêndio escritos da arte de curar criou um tipo de ginástica curativa que continha exercícios respiratórios e exercícios para evitar a obstrução de órgãos.
O Baduanjin, uma das formas do Chi kung em um manual da Dinastia Qing
Na medicina tradicional chinesa o movimento é estudado e prescrito como um conjunto de técnicas designadas como Qi gong ou Chi Kung (Chinês Simplificado: 气功; Chinês Tradicional: 氣功; pinyin: Qìgōng; Wade-Giles: ch'i kung; Thai: ชี่กง) um termo de origem chinesa que se refere ao trabalho ou exercício de cultivo da energia (Chi). Estes exercícios tem a finalidade de estimular e promover uma melhor circulação de energia vital no corpo. (Chi Kung - Wikipedia, 2010) Diversas outras técnicas corporais ou sistemas foram desenvolvidos. São considerada benéfica para saúde, não apenas por contrapor-se ao sedentarismo, é o Tai Chi Chuan, sendo sua concepção de movimento e equilíbrio um guia para o reajuste postural. No caso do Tai Chi Chuan ainda há os méritos da sua utilização como arte marcial.

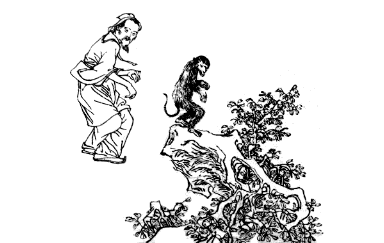
O Wu Chin Hsi - Movimento dos Cinco Animais, foi criado na China durante a Dinastia Han pelo médico Hua Tuo

Uma outra técnica é a conhecida como Lian Gong com suas Dezoito Terapias (em chinês: 练功十八法 pinyin: Liàn gōng shí bā fǎ). Desenvolvida nos finais do século XX propõe-se a integrar a tradição milenar das artes corporais chinesas aos modernos conhecimentos da medicina ocidental.

## Fisioterapia & acupuntura
Vale a ressalva de que a acupuntura no Brasil iniciou-se formalmente por iniciativa de um fisioterapeuta Friedrich Johann Spaeth natural Luxemburgo que após a sua formação nessa arte na Alemanha, em 1958 cria a Sociedade Brasileira de Acupuntura e Medicina Oriental e um curso de formação. Contudo enquanto especialidade profissional só veio a ser regulamentada pelo COFITO em 1988 como vimos. De acordo com esse Conselho Profissional o fisioterapeuta ou terapeuta ocupacional poderão aplicar, complementarmente, os princípios, métodos e técnicas da acupuntura desde que apresente, ao respectivo CREFITO, título, ou certificado de conclusão de curso específico patrocinado por entidade de acupuntura de reconhecida idoneidade científica, ou por universidade.
A aplicação da acupuntura e outras técnicas da medicina tradicional chinesa por profissional de fisioterapia poderia se limitar ao seu objeto de trabalho: a terapia e reabilitação dos parcialmente inválidos ou portadores de uma "diferença incômoda" (defeitos musculo esqueléticos congênitos) como definido no início da delimitação de sua atuação profissional. Contudo sabe-se que posteriormente, segundo Rebelatto e Botomé, 1987, esse objeto de atuação foi substituído por restaurar, desenvolver e conservar a "capacidade física" do paciente (no Brasil o D.L. 938/69) limitando-se sua atuação profissional aos meios físicos que emprega para tal.
É notável a semelhança do objeto dessa profissão "capacidade física' com os objetivos da acupuntura, notável também a utilização de meios físicos como estímulo, calor, massagem, os sistemas de exercícios físicos referidos e mais recentemente: frio, eletricidade, raio laser embora a perfuração com agulhas seja uma particularidade oriental e dos grupos indígenas que praticam escarificações. A relação que tanto a fisioterapia como a medicina tradicional chinesa desenvolveram sobre o efeito da temperatura, o frio e o calor na reabilitação e tratamento de doenças ainda está para ser desenvolvido, especialmente na prática da hidroterapia.
Observe-se também que na perspectiva da medicina tradicional chinesa a acupuntura está relacionada a utilização de fitoterápicos e prescrições dietéticas não previstas para atividade profissional dos fisioterapeutas e terapeutas ocupacionais.
Entre as patologias reconhecidas como tratáveis por acupuntura onde há uma excelência da atuação desses profissionais inclui-se:
- Desvios de postura (congênitos ou adquiridos)
- Distensão / tensão muscular
- Dor em regiões específicas (Pescoço, Coluna, Articulações)
- Dor / inflamações conseqüentes de LER (lesões de esforços repetitivos)
- Paresias, Paralisias
- Distúrbios funcionais do SNC - Sistema Nervosos Central

Dos grupos de patologias acima descritos a lista de doenças tratáveis com a acupuntura que foi desenvolvida em junho de 1979 por representantes de 12 países que se encontraram em Pequim, no Seminário Internacional da OMS (Organização Mundial da Saúde) sobre Acupuntura, Moxabustão e Anestesia para Acupuntura , abrangia principalmente os distúrbios neurológicos e musculoesqueléticos:
- Dor de cabeça e enxaqueca
- Nevralgia do nervo trigêmeo

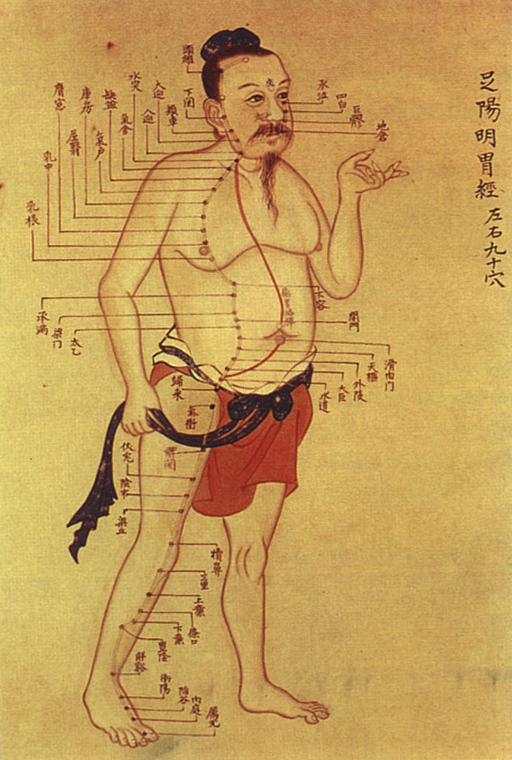
Na concepção chinesa o bloqueio da energia que deveria circular livremente pelo corpo através dos meridianos causa dores e doenças

- Paralisia facial (estágio inicial)
- Paresia após derrame cerebral
- Neuropatias periféricas
- Seqüelas da poliomielite de estágio inicial
- Doença de Meniere
- Disfunção neurogênica da bexiga
- Incontinência urinária noturna
- Nevralgia intercostal
- Síndrome cervicobraquial
- Capsulite adesiva ou epicondilite lateral
- Dor no nervo ciático
- Dor lombar
- Osteoartrite

Observe-se porém que profissionais capacitados em acupuntura por sua conta e risco, pois não tem autorização de seu conselho de regulamentação profissional, podem se estender a outros grupos de patologias não previstas por sua especialidade de origem. Observe-se também que algumas síndromes são somente descritas na medicina chinesa, podem atuar apenas como acupunturistas formados em cursos de acupuntura reconhecidos pela legislação de seu país.

## Ver também

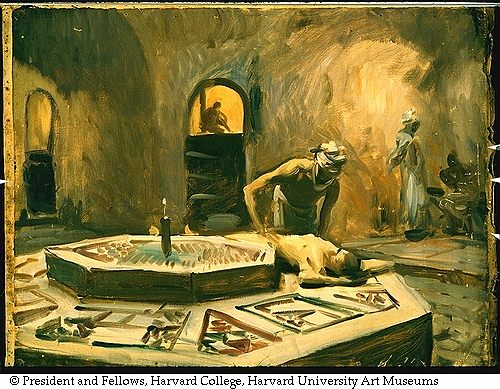
Massagem em uma casa de banho 1891